# Victor Ambros
Victor R. Ambros (Hanover, 1º dicembre 1953) è un biologo statunitense che ha ricevuto il premio Nobel per la medicina nel 2024 insieme a Gary Ruvkun «per la loro scoperta del microRNA e del suo ruolo nella maturazione dell'mRNA»..
È professore presso la University of Massachusetts Medical School.

## Biografia
Ambros è nato nel New Hampshire. Suo padre, Longin, era un rifugiato di guerra polacco. Victor è cresciuto in una piccola fattoria di Hartland, nel Vermont, in una famiglia di otto figli e ha frequentato la Woodstock Union High School.
Presso il Massachusetts Institute of Technology, Ambros ha conseguito una laurea in biologia nel 1975 e un dottorato in biologia nel 1979. Il suo supervisore di dottorato era David Baltimore, premio Nobel per la Medicina nel 1975. Ambros ha continuato la sua ricerca al MIT come primo borsista post-dottorato nel laboratorio del futuro premio Nobel H. Robert Horvitz.